# Henrieta Nagyová
Henrieta Nagyova (Nové Zámky, 15 dicembre 1978) è un'ex tennista slovacca.

## Biografia
Professionista dal 1994, Henrieta Nagyova si è ritirata nel 2006. Nonostante i frequenti infortuni, in carriera si è aggiudicata 9 titoli WTA da singolarista, tra cui il torneo di Palermo del 2000. Nello stesso anno ha rappresentato il suo Paese alle Olimpiadi in singolo, dove è uscita al primo turno. Ha giocato in Fed Cup per la Slovacchia dal 1995 al 2004. Ha raggiunto la ventunesima posizione del ranking mondiale nel 2001.

## Statistiche

### Risultati in progressione
| Sigla | Risultato               |
| ----- | ----------------------- |
| V     | Vincitore               |
| F     | Finalista               |
| SF    | Semifinalista           |
| O     | Oro olimpico            |
| A     | Argento olimpico        |
| SF    | Bronzo olimpico         |
| QF    | Quarti di Finale        |
| 4T    | Quarto turno            |
| 3T    | Terzo turno             |
| 2T    | Secondo turno           |
| 1T    | Primo turno             |
| RR    | Round Robin             |
| LQ    | Turno di qualificazione |
| A     | Assente                 |
| ND    | Non disputato           |

| Legenda superfici    |
| -------------------- |
| Cemento              |
| Terra battuta        |
| Erba                 |
| Superficie variabile |

#### Singolare nei tornei del Grande Slam
| Torneo          | 1996 | 1997 | 1998 | 1999 | 2000 | 2001 | 2002 | 2003 | 2004 | 2005 | 2006 |
| --------------- | ---- | ---- | ---- | ---- | ---- | ---- | ---- | ---- | ---- | ---- | ---- |
| Australian Open | A    | 3T   | 4T   | 2T   | 1T   | 1T   | 1T   | 1T   | 1T   | A    | A    |
| Open di Francia | 2T   | 1T   | 4T   | 1T   | 1T   | 4T   | 1T   | 1T   | 1T   | A    | A    |
| Wimbledon       | 1T   | 1T   | 2T   | 1T   | 1T   | 1T   | 1T   | 1T   | 2T   | A    | A    |
| US Open         | 2T   | 2T   | 3T   | 3T   | 2T   | 3T   | 2T   | 1T   | 1T   | A    | A    |

#### Doppio nei tornei del Grande Slam
| Torneo          | 1996 | 1997 | 1998 | 1999 | 2000 | 2001 | 2002 | 2003 | 2004 | 2005 | 2006 |
| --------------- | ---- | ---- | ---- | ---- | ---- | ---- | ---- | ---- | ---- | ---- | ---- |
| Australian Open | A    | 2T   | 2T   | A    | 1T   | 2T   | 1T   | 2T   | 1T   | A    | A    |
| Open di Francia | 2T   | 3T   | 1T   | A    | 1T   | 3T   | 1T   | QF   | 2T   | A    | A    |
| Wimbledon       | 1T   | 1T   | A    | A    | A    | QF   | 2T   | 1T   | 1T   | A    | A    |
| US Open         | 1T   | 1T   | 1T   | A    | 1T   | 1T   | QF   | 3T   | 1T   | A    | A    |

#### Doppio misto nei tornei del Grande Slam
| Torneo          | 1996 | 1997 | 1998 | 1999 | 2000 | 2001 | 2002 | 2003 | 2004 | 2005 | 2006 |
| --------------- | ---- | ---- | ---- | ---- | ---- | ---- | ---- | ---- | ---- | ---- | ---- |
| Australian Open | A    | A    | A    | A    | A    | A    | 2T   | A    | A    | A    | A    |
| Open di Francia | A    | A    | A    | A    | A    | A    | A    | A    | A    | A    | A    |
| Wimbledon       | A    | A    | A    | A    | 1T   | 3T   | A    | A    | 1T   | A    | A    |
| US Open         | A    | A    | A    | A    | A    | A    | A    | A    | A    | A    | A    |

## Vittorie contro giocatrici Top 10
| Stagione | 1999 | 2000 | 2001 | Totale |
| Vittorie | 2    | 0    | 1    | 3      |

| #    | Giocatrice       | Ranking | Evento                         | Superficie  | Turno | Punteggio | Rank. HNR |
| ---- | ---------------- | ------- | ------------------------------ | ----------- | ----- | --------- | --------- |
| 1999 |                  |         |                                |             |       |           |           |
| 1.   | Monica Seles     | 3       | Evert Cup, Indian Wells        | Cemento     | 3T    | 6-2, 6-4  | 27        |
| 2.   | Amanda Coetzer   | 9       | Family Circle Cup, Hilton Head | Terra verde | 3T    | 6-2, 6-3  | 26        |
| 2001 |                  |         |                                |             |       |           |           |
| 3.   | Elena Dement'eva | 10      | Open di Francia, Parigi        | Terra rossa | 2T    | 7-5, 7-5  | 33        |